# Basilique Saint-Étienne de Neuvy-Saint-Sépulchre
Pour les articles homonymes, voir Église Saint-Étienne et Saint Étienne.
La basilique Saint-Étienne de Neuvy-Saint-Sépulchre est une basilique catholique française. Elle est située sur le territoire de la commune de Neuvy-Saint-Sépulchre, dans le département de l'Indre, en région Centre-Val de Loire.

## Situation
La basilique se trouve dans la commune de Neuvy-Saint-Sépulchre, au sud du département de l'Indre. Elle est située dans la région naturelle du Boischaut Sud. La basilique dépend de l'archidiocèse de Bourges, du doyenné du Boischaut Sud et de la paroisse de Neuvy-Saint-Sépulchre.

## Étymologie
Le nom de Saint-Sépulchre avec un h peut surprendre, car il fait référence au nom du Saint-Sépulcre, lieu où le Christ mort a été déposé, selon la tradition chrétienne. Mais les ecclésiastiques du Moyen Âge ont fait un jeu de mots, le latin pulchrum signifiant beau.

## Histoire

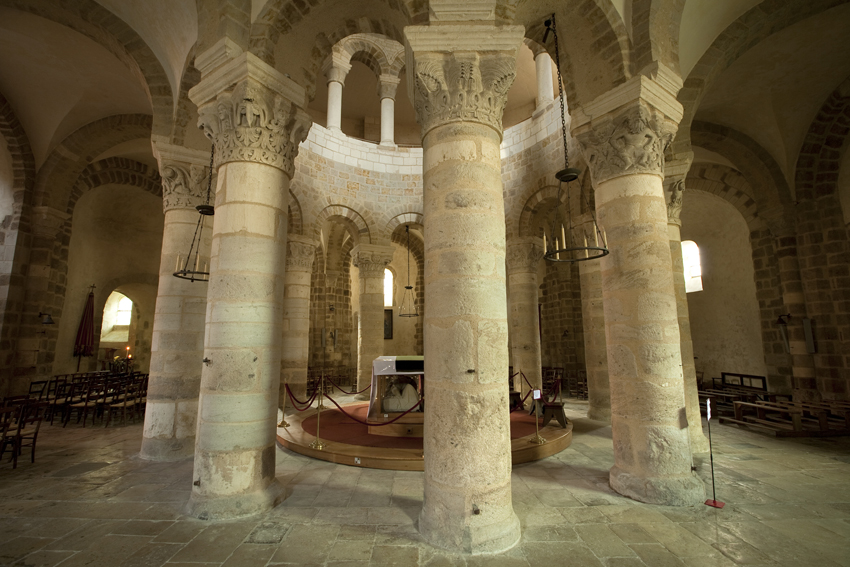
La collégiale Saint-Étienne, en 2007.

L'église a été construite au XIIe siècle. En 1257, le cardinal Eudes de Châteauroux, légat du Pape et proche du roi de France saint Louis IX, faisait parvenir deux gouttes du Précieux Sang du Christ à l'église-collégiale de Neuvy-Saint-Sépulchre. « Il s'agit de la relique la plus précieuse qui existe sur Terre ». L'écrin choisi pour les précieuses reliques fut la collégiale de Neuvy, construite à l'image du Saint Sépulcre de Jérusalem deux siècles plus tôt, à la demande du seigneur Eudes Ier de Déols, à son retour de pèlerinage en Terre Sainte au XIe siècle. Le Précieux Sang venait rappeler aux fidèles que Jésus était vrai Dieu mais aussi vrai homme, et que la divinité de Jésus surpassait les vertus des saints, à une époque où les reliques de saints étaient particulièrement vénérées.
D'abord collégiale dédiée à saint Jacques le Majeur, elle devient en 1847 église paroissiale dédiée à saint Étienne à la suite de la destruction de l'ancienne église de ce nom. Elle est élevée au rang de basilique mineure par le pape Pie X le 23 novembre 1910. Elle est classée au titre des monuments historiques, en 1840.
Elle est également inscrite en décembre 1998 sur la liste du patrimoine mondial de l'UNESCO au titre des chemins de Saint-Jacques de Compostelle en France.

## Description

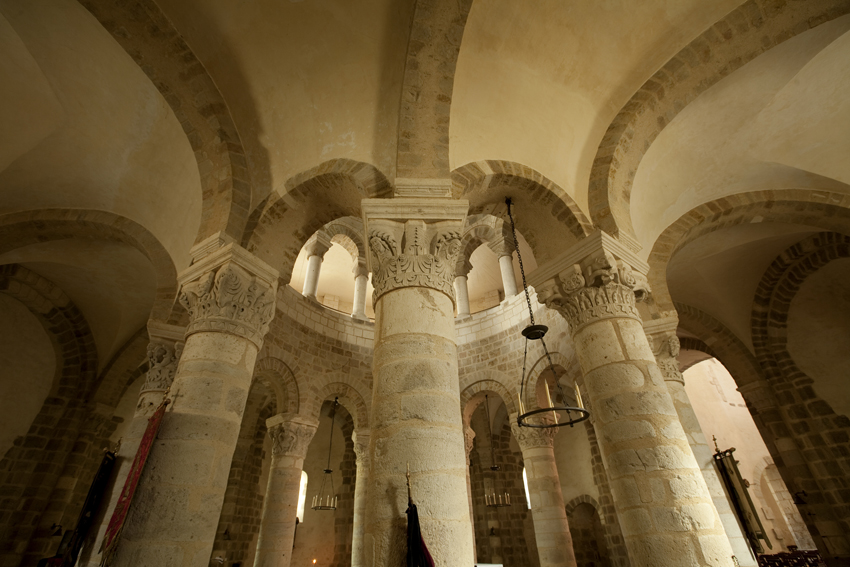
La collégiale, en 2007.

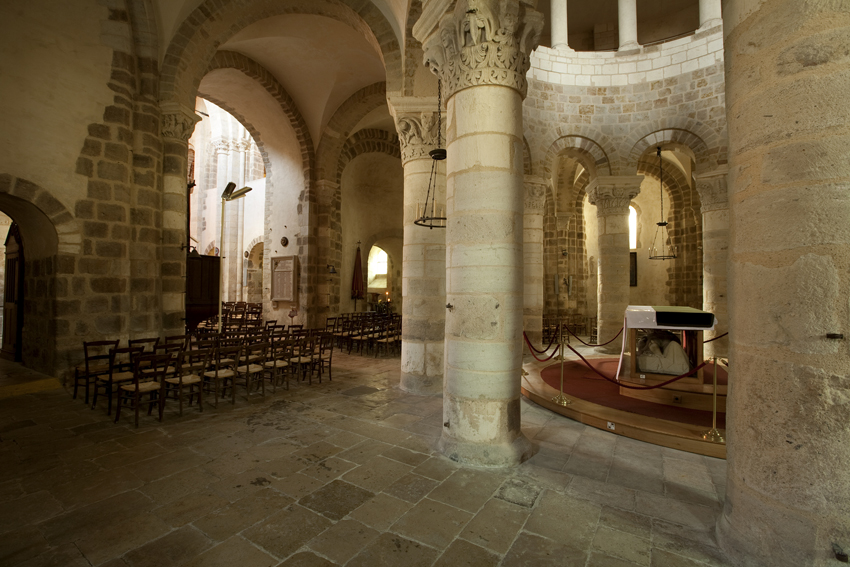
La collégiale, en 2007.

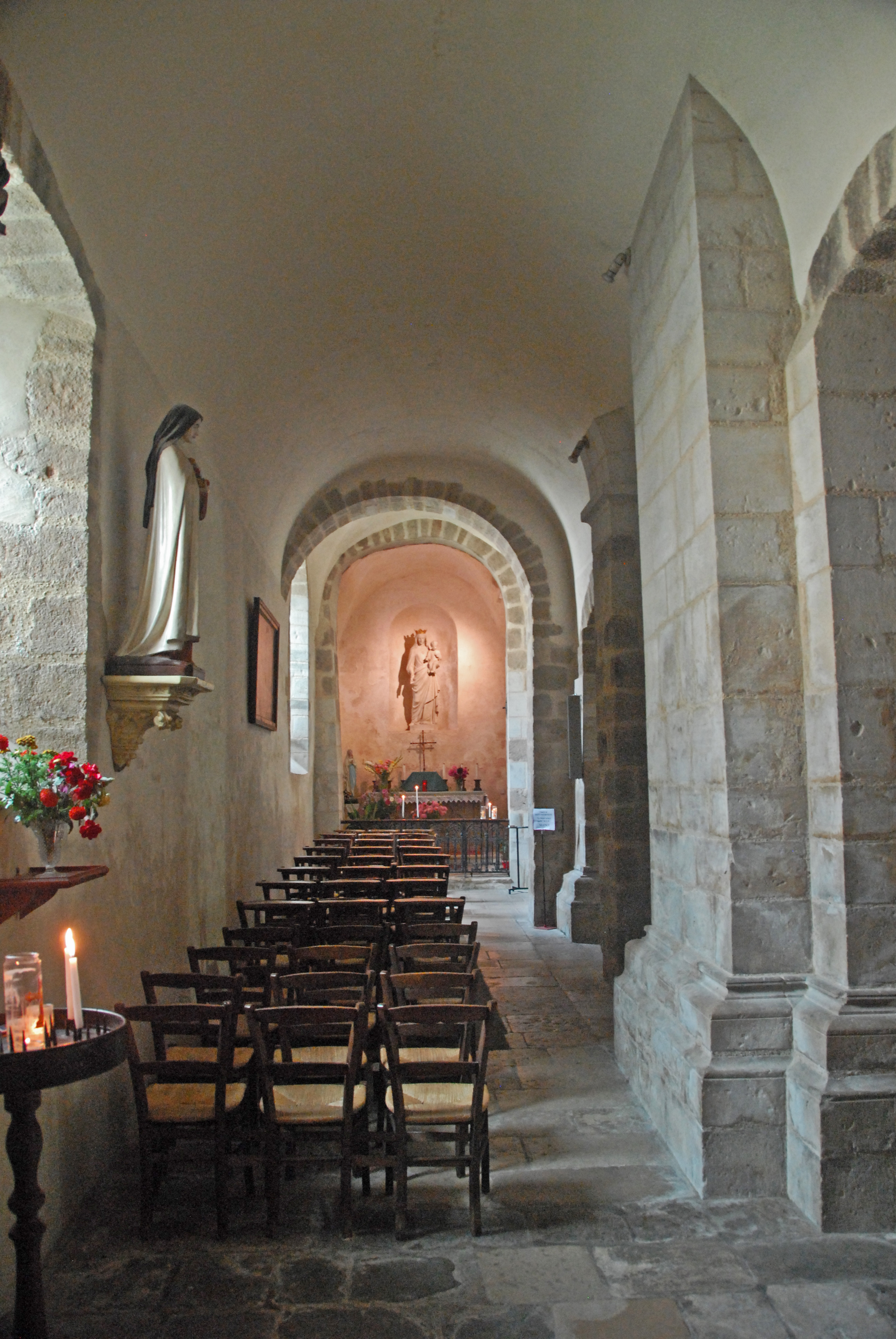
L'intérieur de l'église, en 2009.

L'édifice se présente comme une rotonde couronnée à l'extérieur d'un chapeau chinois. Une nef a été accolée à celle-ci au XIIIe siècle. À l'intérieur de la rotonde, la voûte est soutenue par des piliers avec des chapiteaux historiés. La rotonde n'est pas symétrique, et elle n'a que onze colonnes, symbolisant chacune un Apôtre (après le départ de Judas).
Vers 1840, la basilique a été restaurée par Eugène Viollet-le-Duc, qui charge le ferronnier d'art Pierre Boulanger de la restauration des anciennes pentures et du heurtoir.

### Dimensions

#### Rotonde
- Diamètre total dans œuvre : 19,45 m ;
- Largeur totale dans œuvre : 14,65 m ;
- Diamètre du rond-point : 8,30 m ;
- Hauteur à la clef des arcades : 5,50 m ;
- Hauteur totale dans œuvre : 16 m.

#### Basilique
- Longueur totale dans œuvre : 19,45 m ;
- Largeur totale dans œuvre : 14,65 m ;
- Hauteur des arcades des bas côtés : 3,10 m.

## Fréquentation
En 2016, elle a reçu 24 450 visiteurs.

## Galerie de photographies

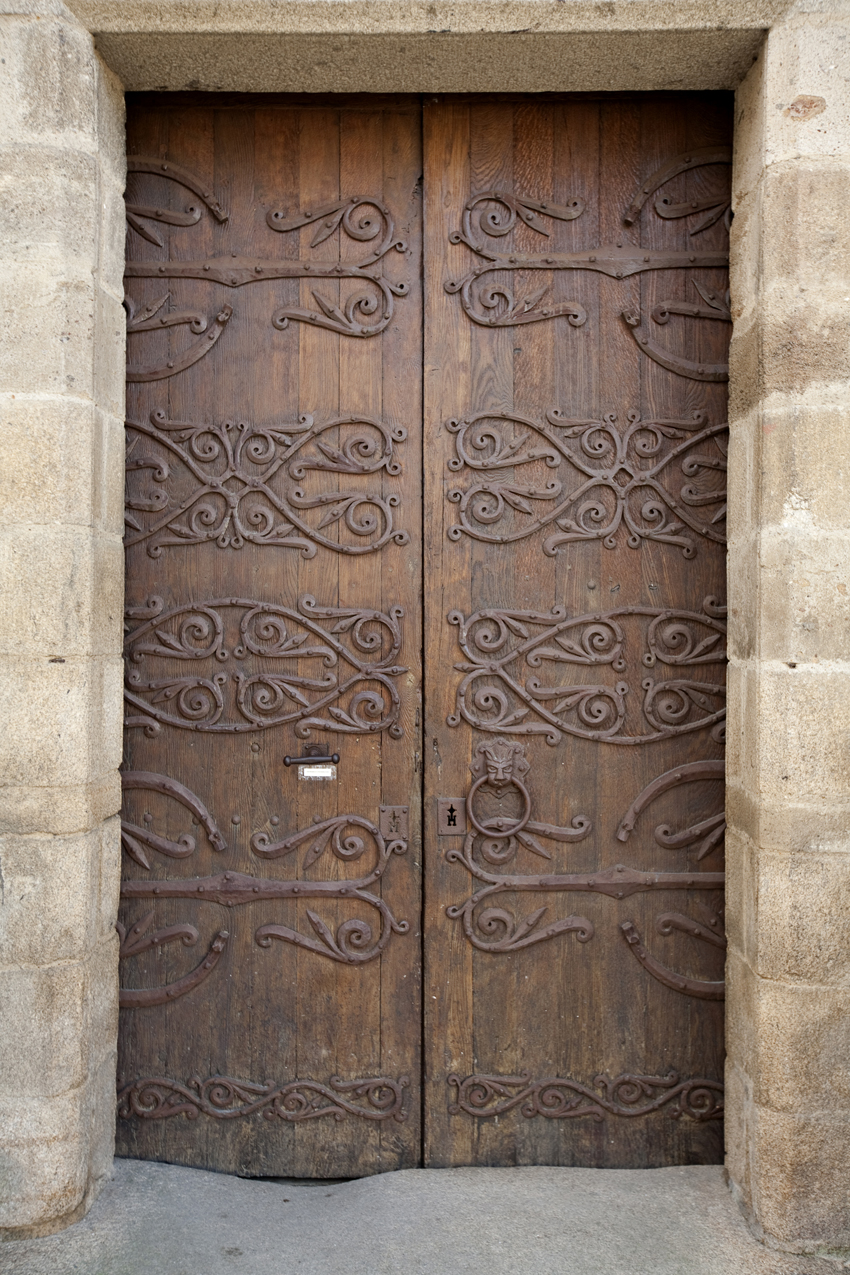
La porte avec les pentures en fer forgé, en 2007.
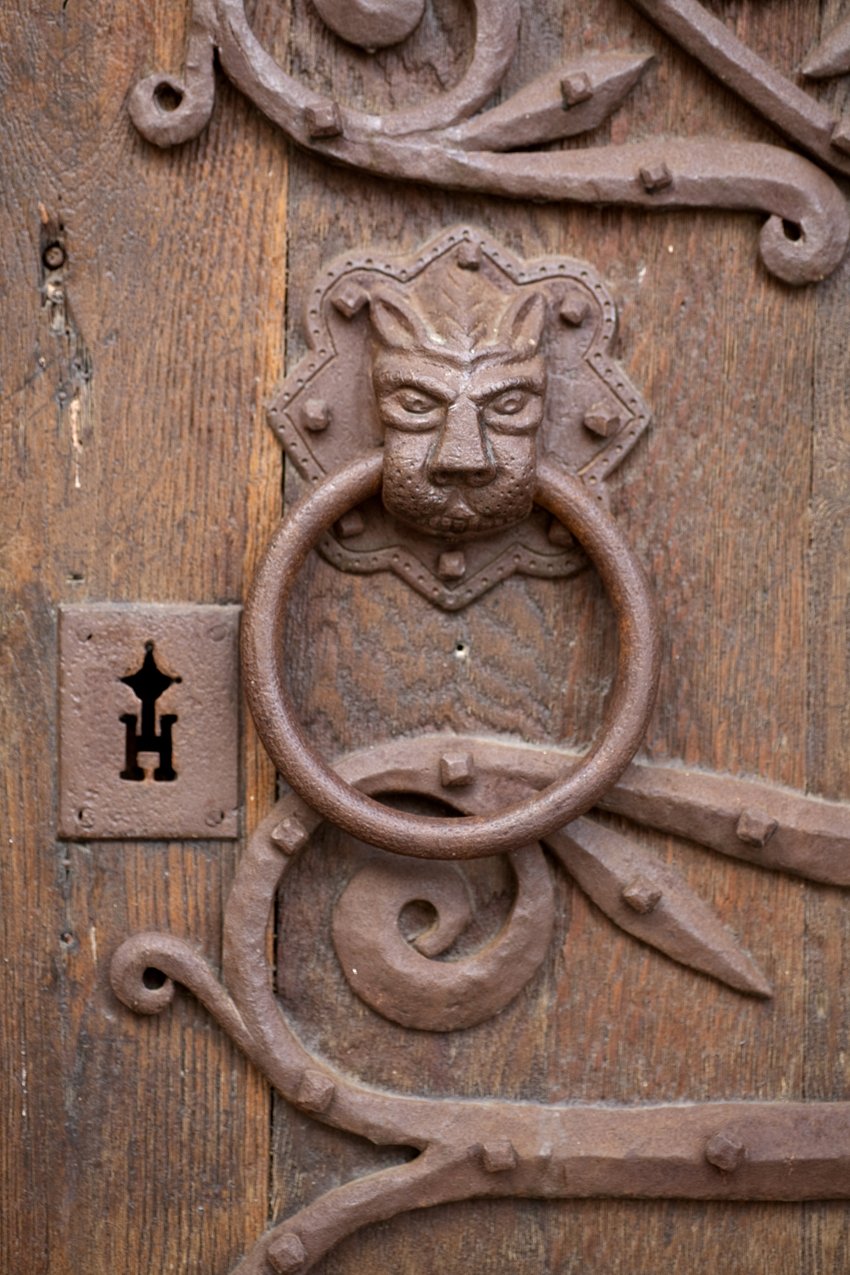
Le heurtoir, en 2007.
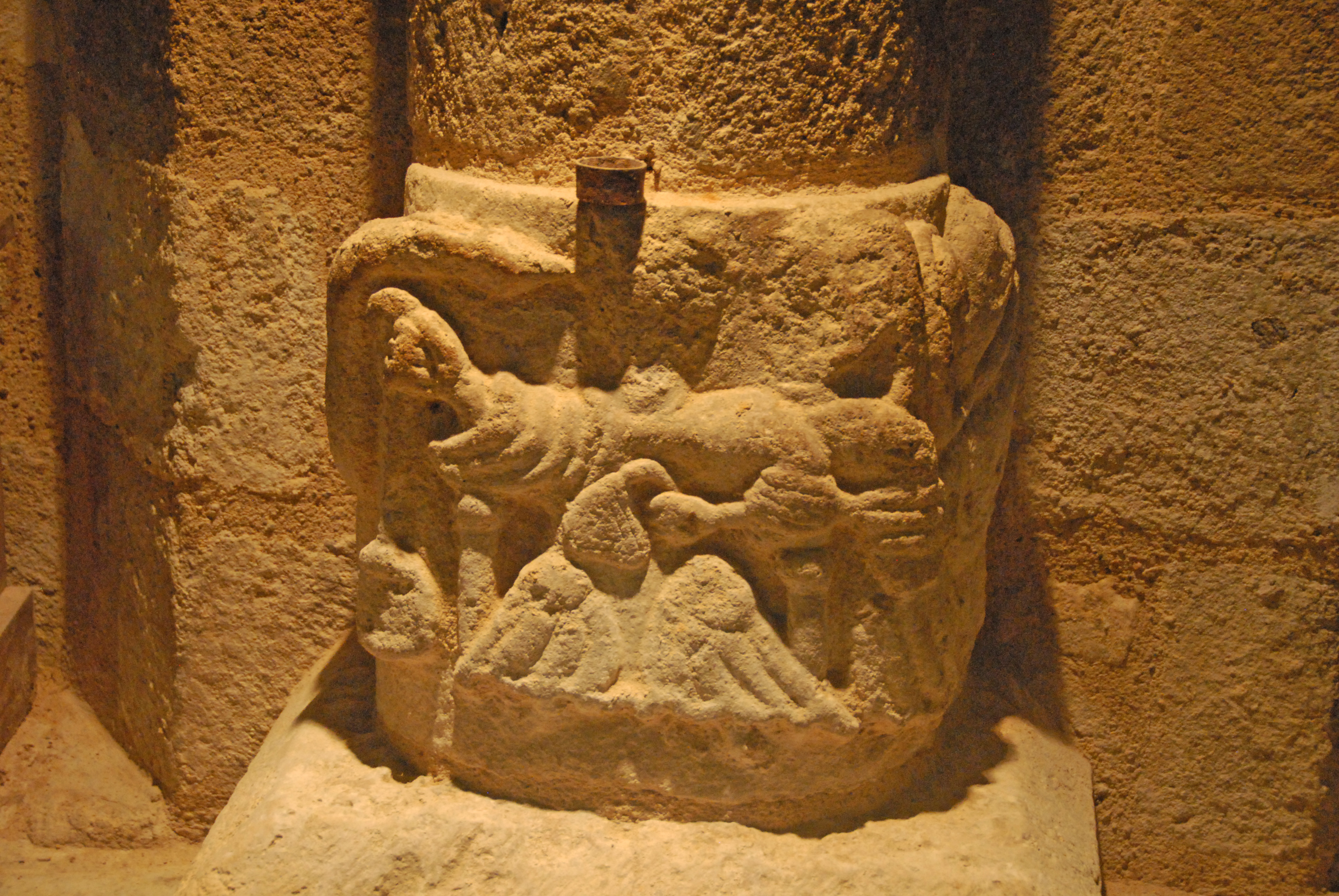
La sculpture, en 2009.
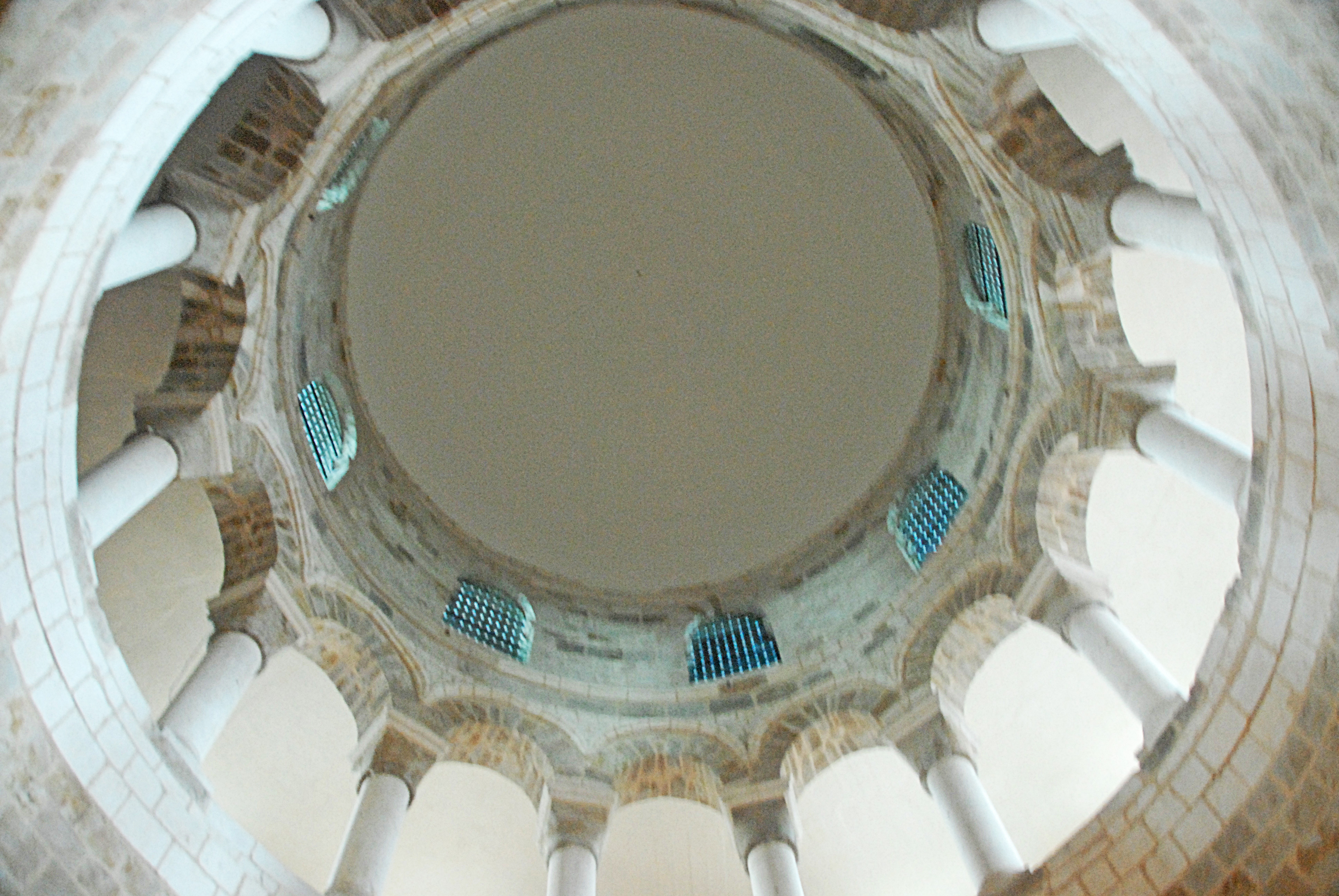
Le dôme de la collégiale, en 2009.
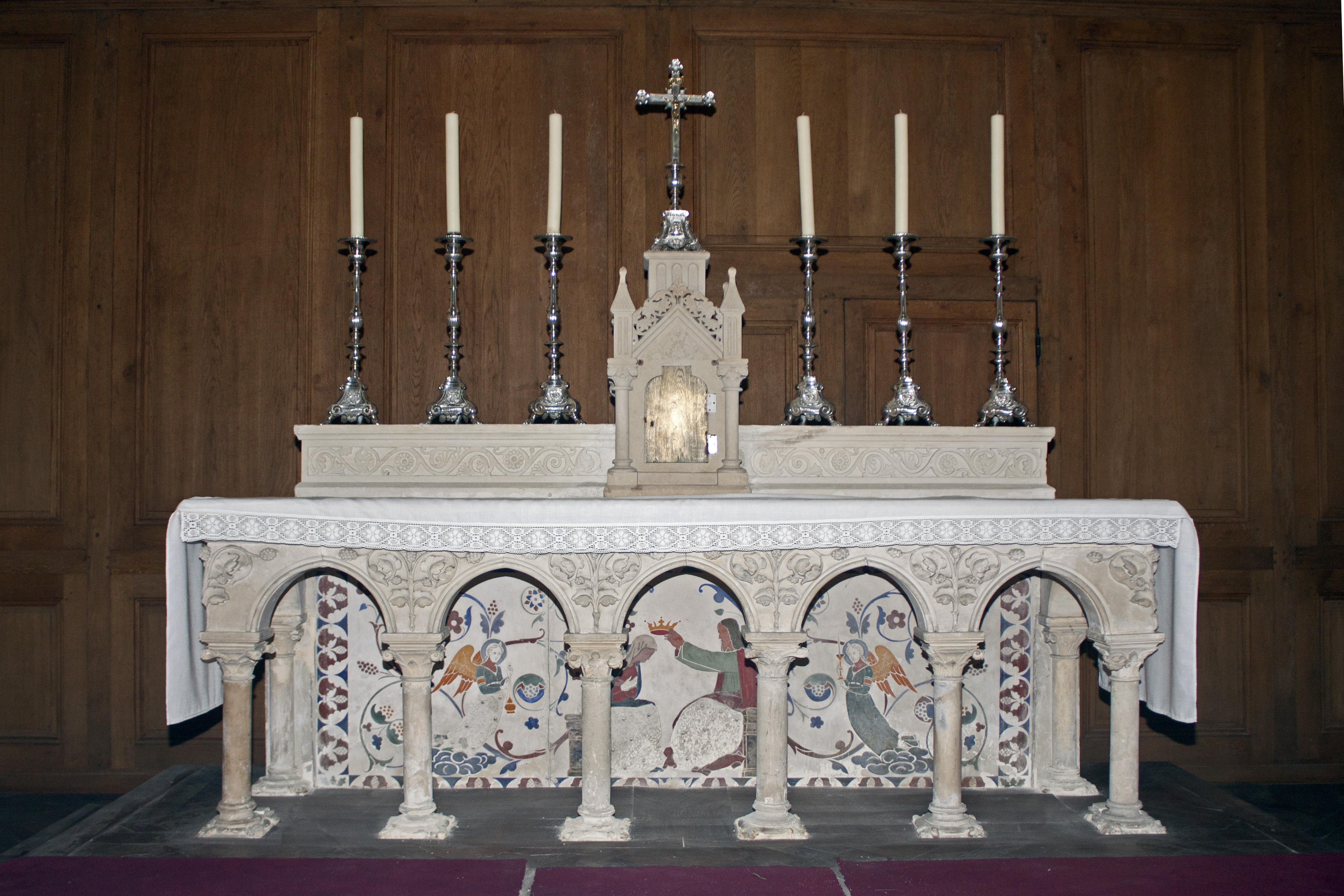
Le maître-autel, en 2012.